# Jorge Cieslik
Jorge Cieslik ( escuchar) (29 de diciembre de 1947 – 10 de junio de 2012) fue explorador, fotógrafo y escritor. Trabajó en el Parque nacional Iguazú en la Provincia de Misiones, Argentina, como guardaparque.

## Biografía

### Primeros años
Cieslik tiene ascendencia de zares rusos, por parte de su madre, Elena Zielinski (del ruso: Еле́на Зели́нский). Su madre nació en Manchuria (China). Según cuenta la historia la familia escapa de Rusia luego de la derrota militar en la Primera Guerra Mundial, a raíz de la cual la falta de alimentos allanaron el camino a la Revolución rusa de 1917, que colocó en el poder a los bolcheviques dirigidos por Vladímir Lenin, en el año de 1922. La Unión Soviética se configuró como un Estado socialista de partido único bajo la dirección del Partido Comunista, aboliéndose la propiedad privada. Huyeron con las pertenencias que podían acarrear consigo. 
La madre de Jorge hablaba ocho idiomas. Su padre nació en Polonia y durante la Segunda Guerra Mundial formó parte en Inglaterra del ejército Polaco en el exilio. Era formado en Bellas Artes.
Sus padres llegan a Buenos Aires en barco. La madre llega embarazada de Jorge de ocho meses. Al mes, Jorge nace en Capital Federal.
Jorge Cieslik realizó sus estudios primarios en colegios católicos en Córdoba. Se recibió de Maestro mayor de obras en el Colegio Técnico “Otto Krause”, también de Córdoba. Durante su época de estudiante de la escuela secundaria se destacó en lanzamiento de jabalina, donde llegó a ser campeón provincial.
Estudió en la Universidad Nacional de Tucumán, recibiendo el título de Técnico en Administración de Áreas Protegidas.

## Reconocimiento público del Gobierno
En septiembre de 2005 la Cámara de Representantes de la Provincia de Misiones expresó su público reconocimiento por el accionar y compromiso en defensa y cuidado del medio ambiente en ámbito del parque nacional Iguazú por parte del jefe de guardaparques Jorge Cieslik.
Los diputados enviaron este documento a la Administración de Parques Nacionales, al Ministerio de Ecología, Recursos Naturales Renovables y Turismo de la Provincia y al Poder Ejecutivo del Gobierno de Misiones.

## Libro editado

### Volviendo a casa

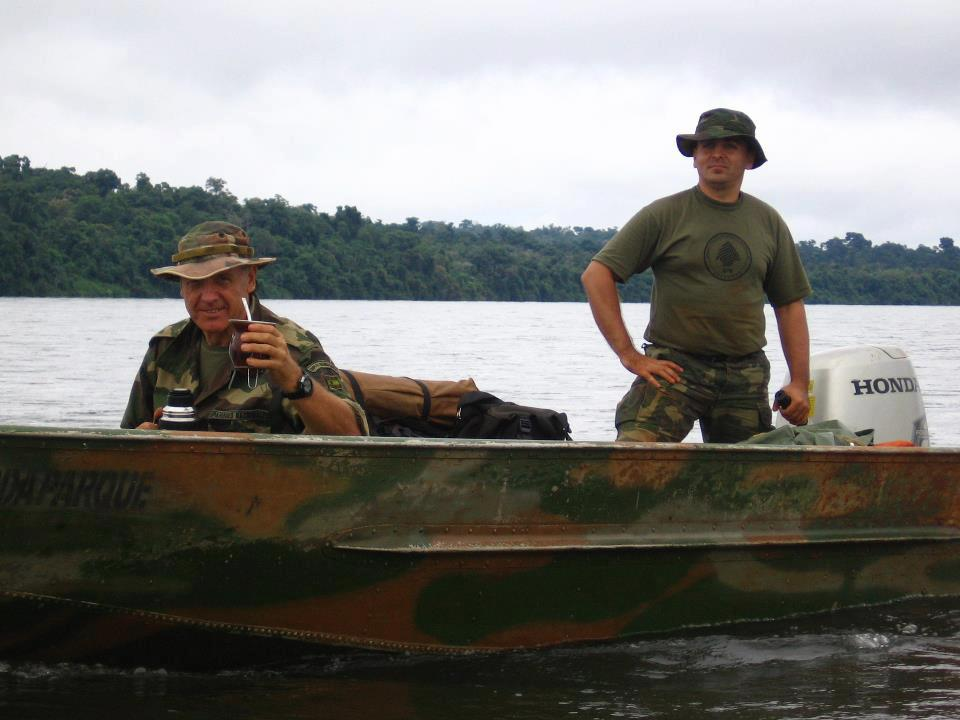
Jorge Cieslik (izquierda) en una patrulla de vigilancia por el río Iguazú en función del cuidado del Parque nacional Iguazú.

El libro de Pablo cuenta historias de pueblo, en las que resultó excepcionalmente valorable el aporte de su padre, Jorge Cieslik, hombre que dedicó su vida a proteger y defender las reservas naturales del país.
Volviendo a casa' documenta por primera vez en la literatura la ubicación de la tan poco conocida Reducción Jesuítica Santa María del Iguazú, como parte de las Misiones jesuíticas guaraníes, establecidas entre los siglos XVI y XVIII en el nordeste de la Argentina, Paraguay y sur de Brasil.
La investigación fue posible gracias a las crónicas anuales escritas por el sacerdote Claudio Ruyer y Diego de Boroa en el siglo XVII, redescubiertas por el humanista y naturalista Luis Honorio Rolón amigo de Jorge Cieslik, quien retomó la investigación para introducirse en continuas patrullas hasta concluir con el resultado final de la búsqueda.
En cuanto al escritor, Pablo Cieslik se recibió de corrector literario en la Universidad Nacional de Córdoba. A su formación académica en la UNC se suma el estudio de la filosofía y la composición musical, siempre presentes en sus obras literarias

## Ceremonia de despedida de cenizas
Cumpliendo con un anhelo del que en vida fuera Jorge Cieslik, jefe del Cuerpo de Guardaparques del Parque nacional Iguazú, el 5 de julio de 2012 se esparcieron sus cenizas a unos 30 kilómetros aguas arriba de las Cataratas del Iguazú, sobre la costa del Río Iguazú, en medio de la selva, donde hace 44 años el guardaparque Bernabé Méndez perdiera la vida en un enfrentamiento con cazadores furtivos.
En esa ceremonia participaron sus camaradas, biólogos, científicos, ornitólogos y personas comprometidas con la conservación del medio ambiente; familiares y un reducido grupo de amigos.